# Воронюк Володимир Дмитрович
Володи́мир Дми́трович Вороню́к (нар. 2 січня 1943, Чуднів, Житомирська область, УРСР) — радянський футболіст, нападник, згодом — радянський та український тренер. Один з рекордсменів чернівецької «Буковини» за кількістю проведених матчів та забитих голів.

## Кар'єра гравця
У футбол розпочинав грати в 1961 році в чернівецькій «Буковині» у першій союзній лізі. У 1966 році був запрошений в івано-франківський «Спартак», в складі якого зіграв 40 матчів (9 голів) і повернувся до складу «Буковини», де на довгі роки закріпився в команді.
Неодноразово визнавався найкращим бомбардиром клубу. У 1968 році став з чернівецькою командою срібним призером чемпіонату УРСР, а в 1972 році став переможцем в складі «Спартака». Всього за «Буковину» провів більше 400 матчів.

## Тренерська кар'єра
Тренерську кар'єру розпочинав також у Чернівцях. Перед стартом 1980 сезона зайняв посаду адміністратора команди «Буковина», на якій пропрацював понад 10 років працюючи з такими тренерами як: Борис Рассихін, Олександр Павленко та Юхим Школьников. А з 1992 по 1993 рік працював начальником команди. У 2000 році повернувся в «Буковину» як тренер ДЮСШ.

## Досягнення
Як гравця
- Чемпіонат УРСР
  -  Чемпіон (1): 1972
  -  Срібний призер (1): 1968

Як тренера
як помічник
- Друга ліга чемпіонату СРСР
  -  Чемпіон (1): 1990

- Чемпіонат УРСР
  -  Чемпіон (2): 1982, 1988
  -  Срібний призер (2): 1980, 1989